# Horgenbach

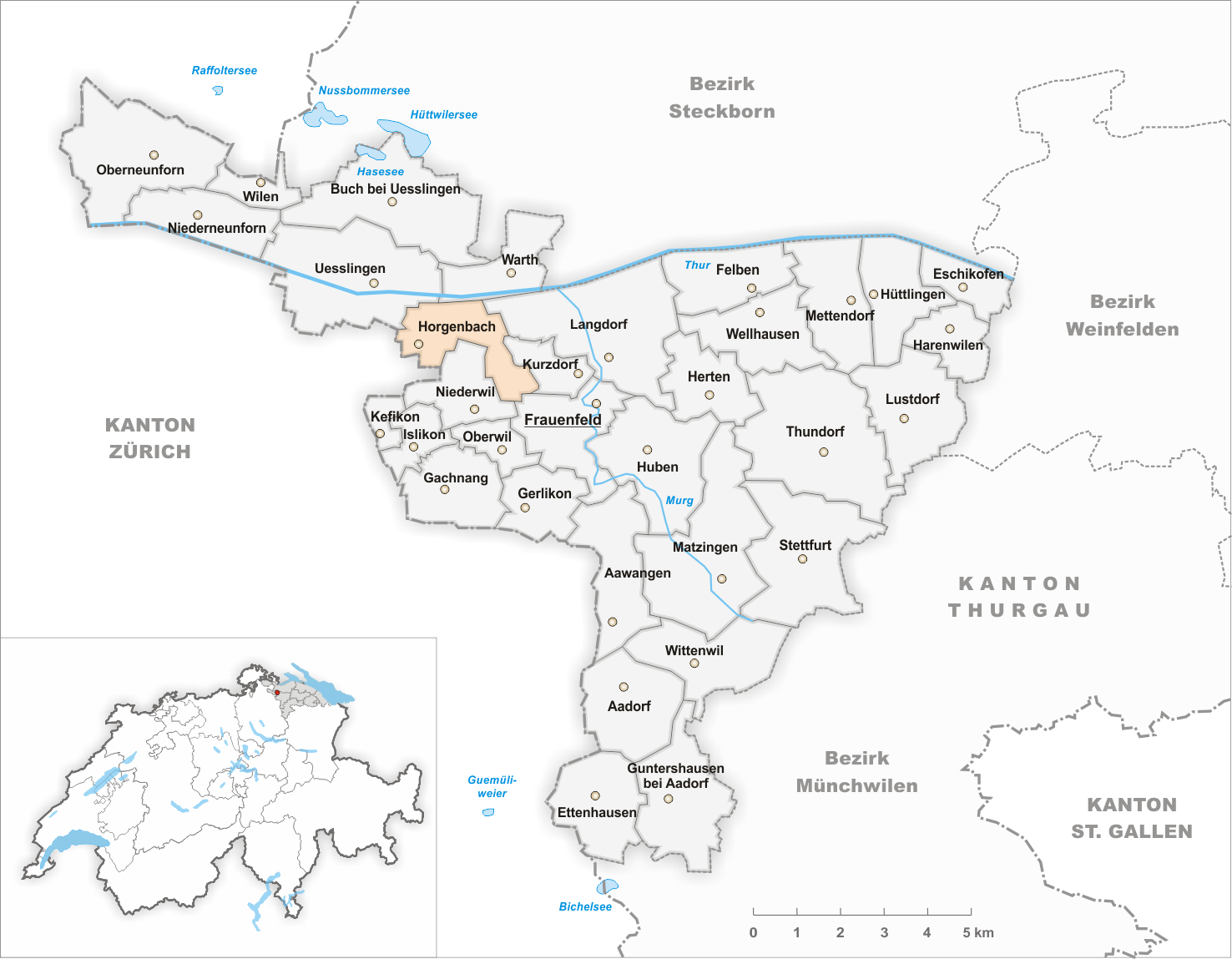
Gemeindestand vor der Fusion im Jahr 1919

Horgenbach ist eine ehemalige Ortsgemeinde und heute als Erzenholz-Horgenbach-Osterhalden ein Ortsteil der Gemeinde Frauenfeld im Bezirk Frauenfeld des Kantons Thurgau in der Schweiz. Am 1. Januar 1919 fusionierte die Ortsgemeinde Horgenbach zur Einheitsgemeinde Frauenfeld.

## Geographie
Horgenbach, Erzenholz und Osterhalden liegen heute am westlichen Stadtrand von Frauenfeld an der Strasse Frauenfeld–Schaffhausen und bildeten bis 1919 eine Ortsgemeinde der Munizipalgemeinde Frauenfeld. Der östlich von Erzenholz liegende Weiler Oberfäld gehört zur Gemeinde Gachnang.
Durch Osterhalden fliesst der von Gachnang her kommende Tägelbach (auch Tegelbach), der nach Norden abfliesst und nach etwa 2 km von links in den Seitengraben der Thur mündet.

## Namen
Der Name Erzenholz [ɛrtsənˈhɔlts] (im einheimischen Dialekt: [(fɔm) eːʀtsəˈholts]) scheint erstmals in Urkunden von 1389 (Ůli Ertzenholzer) und 1465 (alle von Ertzenholtz) auf und wird auf eine Form *(ze demo) Erinzenholze ‚beim Walde des Erinzo‘ zurückgeführt. Erinzo wiederum ist ein verkürzter zweigliedriger Personenname mit dem Vorderglied ahd. *irmin- ‚gross‘.
Horgenbach [ˈhɔrgənbax] (im einheimischen Dialekt: [(fɔm) ˈhɔʀg̥əb̥ax]) ist zum ersten Mal in einer Urkunde aus dem Jahr 1305 erwähnt (uf dem gůte ze Horgenbach, daz man haisset Ottenhof) und geht auf den lokativischen Dat. sg. eines Gewässernamens zurück: mhd. *(bi dem) horwegen bache ‚beim verschlammten Bach‘ oder auch als Zusammensetzung *(bi dem) horwenbach (zu ahd. horo ‚Schmutz, Schlamm, Sumpf‘).
Osterhalden [oːstərˈhaldən] (im einheimischen Dialekt: [(fɔ) oːʃtəʀˈhaːld̥ə]), belegt seit 1271 (apud Osterhalde), führt zurück auf mhd. *(an der) ôsterhalden, das heisst ‚am östlichen Hange‘.

## Geschichte
Vor 1798 war Horgenbach Teil des Niedergerichts Langdorf, das nach der Inkorporation der Abtei Reichenau ins Hochstift Konstanz von 1540 dem Bischof von Konstanz gehörte (Amt Frauenfeld). Während die reformierten Einwohner von Horgenbach seit jeher zur Pfarrei Frauenfeld gehören, besuchen die katholischen Einwohner seit 1869 die Messe in Uesslingen.
| Jahr      | 1850 | 1900 | 1910 |
| Einwohner | 266  | 262  | 242  |

Gegen Ende des 19. Jahrhunderts löste Vieh- und Milchwirtschaft den Ackerbau ab. Von 1893 bis 1911 bestand eine Ziegelei.